# Madonna col Bambino (Filippo Lippi Salt Lake City)
La Madonna col Bambino è un'opera tempera su tavola (81×100 cm) di Filippo Lippi databile al 1435 circa e conservata nello Utah Museum of Fine Arts di Salt Lake City.

## Descrizione e stile
L'opera è una lunetta dipinta che faceva probabilmente da cimasa per una pala d'altare di grandi dimensioni.
La figura della Vergine non è più leggibile, visto che la maggior parte della pittura del volto è scomparsa, dopo il restauro che ha levato le pesanti ridipinture accorse durante i secoli. Comunque rimane leggibile la tipica inclinazione melanconica di tante Madonne del Lippi; il Bambino invece, meglio conservato, per la posa e la monumentalità può benissimo bastare ad assegnare la tavoletta alla fase giovanile del Lippi.